# Marianne Dürst Benedetti

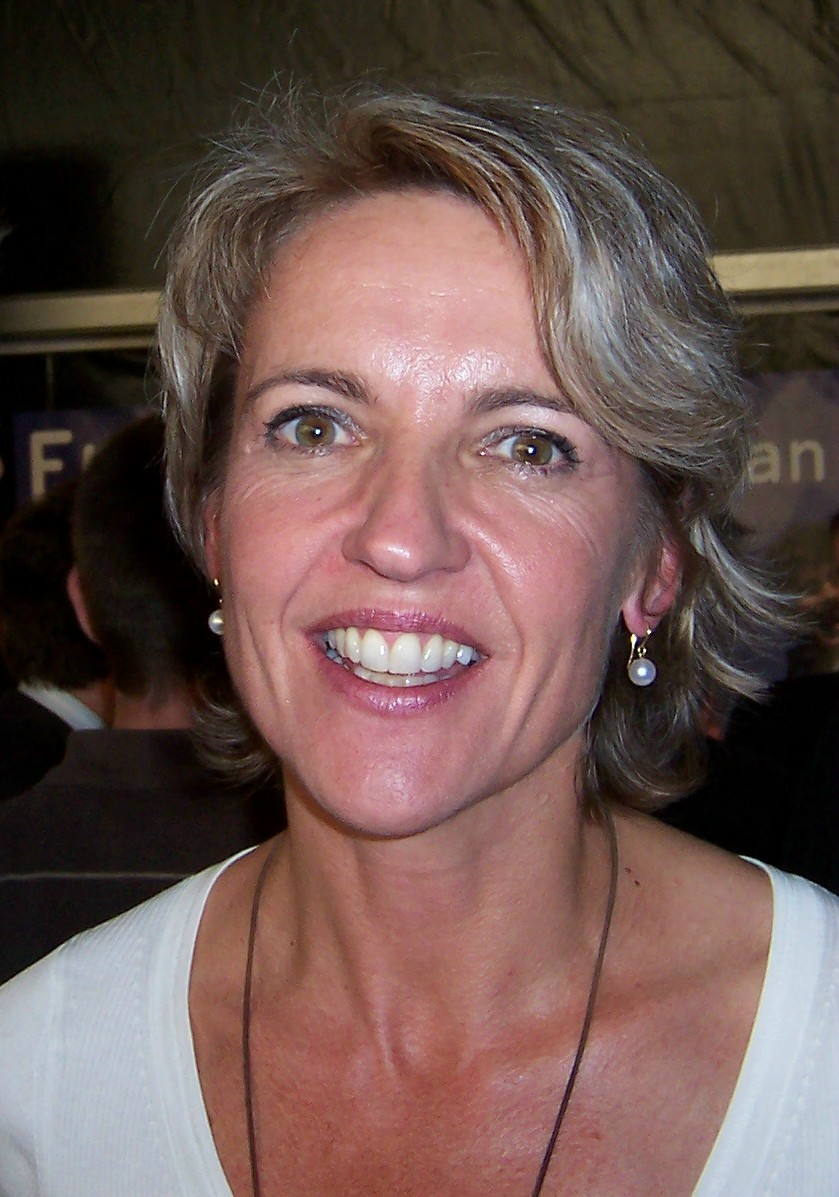
Marianne Dürst Benedetti

Marianne Dürst Benedetti (* 24. Januar 1961, heimatberechtigt in Schwanden und Mühlehorn) ist eine Schweizer Politikerin (FDP). 
Das Studium der Rechtswissenschaften schloss sie 1991 an der Universität Zürich mit Lizentiat ab und arbeitete zunächst als Gerichtsschreiberin. 1995 erwarb sie das Glarner Anwaltspatent und eröffnete eine eigene Kanzlei. 1998 wurde sie in den Glarner Regierungsrat gewählt und leitete bis 2018 das Departement Volkswirtschaft und Inneres (vormals Direktion des Innern). In ihre Amtszeit fiel unter anderem die Glarner Gemeindereform. Seither arbeitet sie als Oberrichterin.
Von 2001 bis zum 1. März 2008 amtierte sie auch als Präsidentin der FDP-Frauen Schweiz. Anlässlich der Glarner Landsgemeinde am 4. Mai 2008 trat sie als erste Frau im Kanton Glarus den Posten des Landammanns an. Diese Funktion übergab sie am 2. Mai 2010 Robert Marti.